# Rea Mészáros
Rea Mészáros (født 14. april 1994) er en ungarsk håndboldspiller, der spiller for Ferencvárosi TC og Ungarns håndboldlandshold.